# وینر ۱۸۱۸۲
سیارک ۱۸۱۸۲ (به انگلیسی: 18182 Wiener، نامگذاری:2000QC35) هجده هزار و صد و هشتاد و دومین سیارک کشف شده‌است که در ۲۷ اوت ۲۰۰۰ کشف شد.
قدر مطلق سیارک برابر ۱۴.۱ است.